# New Haven
Cet article concerne la ville du Connecticut. Pour les autres significations, voir New Haven (homonymie).
New Haven est une ville portuaire du sud-centre de l'État du Connecticut, aux États-Unis. Elle est située sur la rive nord du détroit de Long Island dans le comté de New Haven et fait partie de la région métropolitaine de New York. Avec 129 779 habitants lors du recensement des États-Unis de 2010, elle est la deuxième plus grande ville de l'État après Bridgeport. L'agglomération comprend 862 477 habitants. Jusqu'en 1873, la capitale de l'État a été située alternativement à Hartford et New Haven.
L'université Yale, située au centre-ville, est l'une des plus prestigieuses des États-Unis et fait partie intégrante de l'économie de la ville. New Haven est considéré comme la capitale culturelle du Connecticut pour ses théâtres, ses musées et ses salles de concert.

## Géographie
Selon le Bureau du recensement des États-Unis, la ville s'étend sur une surface de 20,12 milles carrés (52,11 km2). La terre représente 18,68 milles carrés (48,38 km2) et l'eau représente 1,45 milles carrés (3,76 km2).
New Haven est traversée par le fleuve Quinnipiac et est située sur un port naturel formé par le fjord du Long Island Sound.
La zone métropolitaine de New Haven compte environ 500 000 habitants et la ville est au centre du comté de New Haven. Elle est surnommée « la ville des ormes ».

## Histoire
New Haven a été fondée en 1638 par les puritains anglais sous la conduite du révérend John Davenport et le négociant Theophilus Eaton. Les premiers habitants connus de la région de New Haven furent les Amérindiens Quinnipiacs (terme indien signifiant « le peuple des hommes du pays de la longue eau »). Les colons ont signé un traité d'alliance avec les Quinnipiacks, et les relations entre les deux groupes étaient amicales.
En 1640, la ville est devenue la capitale de la colonie de New Haven. La ville s'est développée lentement, et après un désastre en 1646 quand un bateau de marchandises locales a été perdu en mer, New Haven a été dépassée par Boston et La Nouvelle-Amsterdam, devenue New York depuis, comme centre urbain important.
Pendant la guerre d'indépendance américaine, New Haven a été occupée par des soldats britanniques. Cependant, ils n'ont pas détruit la ville comme ils avaient fait avec beaucoup d'autres villes du Connecticut qu'ils avaient prises.
Au XVIIIe siècle, la ville est devenue un centre industriel. Éli Whitney y a inventé la machine à égrener, et Samuel Colt y a conçu le premier revolver automatique.
Le 27 août 1986, la ville est rebaptisée « New Halen » pour une nuit à l'occasion d'un concert filmé du groupe de hard rock Van Halen, Live Without A Net.

## Culture
Parmi les nombreux théâtres à New Haven, on a le Long Wharf Theatre (en), le Shubert Performing Arts Center et le Yale Repertory Theatre (en). La très renommée université Yale est un apport culturel très important pour la ville et même tout l'État du Connecticut. Elle possède plusieurs bibliothèques, qui au total réunissent près de 12 millions de documents (la 4e bibliothèque des États-Unis) dont de nombreux livres rares et manuscrits (une Bible de Gutenberg par exemple). La Yale University Art Gallery conserve d'importantes collections à caractère éducatif contenant, notamment, une riche sélection de sculptures italiennes.
New Haven est aussi connue pour sa tradition de pizzas : le quartier de Wooster Square (en) a un certain nombre de restaurants italiens qui sont célèbres pour leurs pizzas. Cette tradition vient de la forte immigration italienne, à la fin du XIXe siècle et au début du XXe siècle.

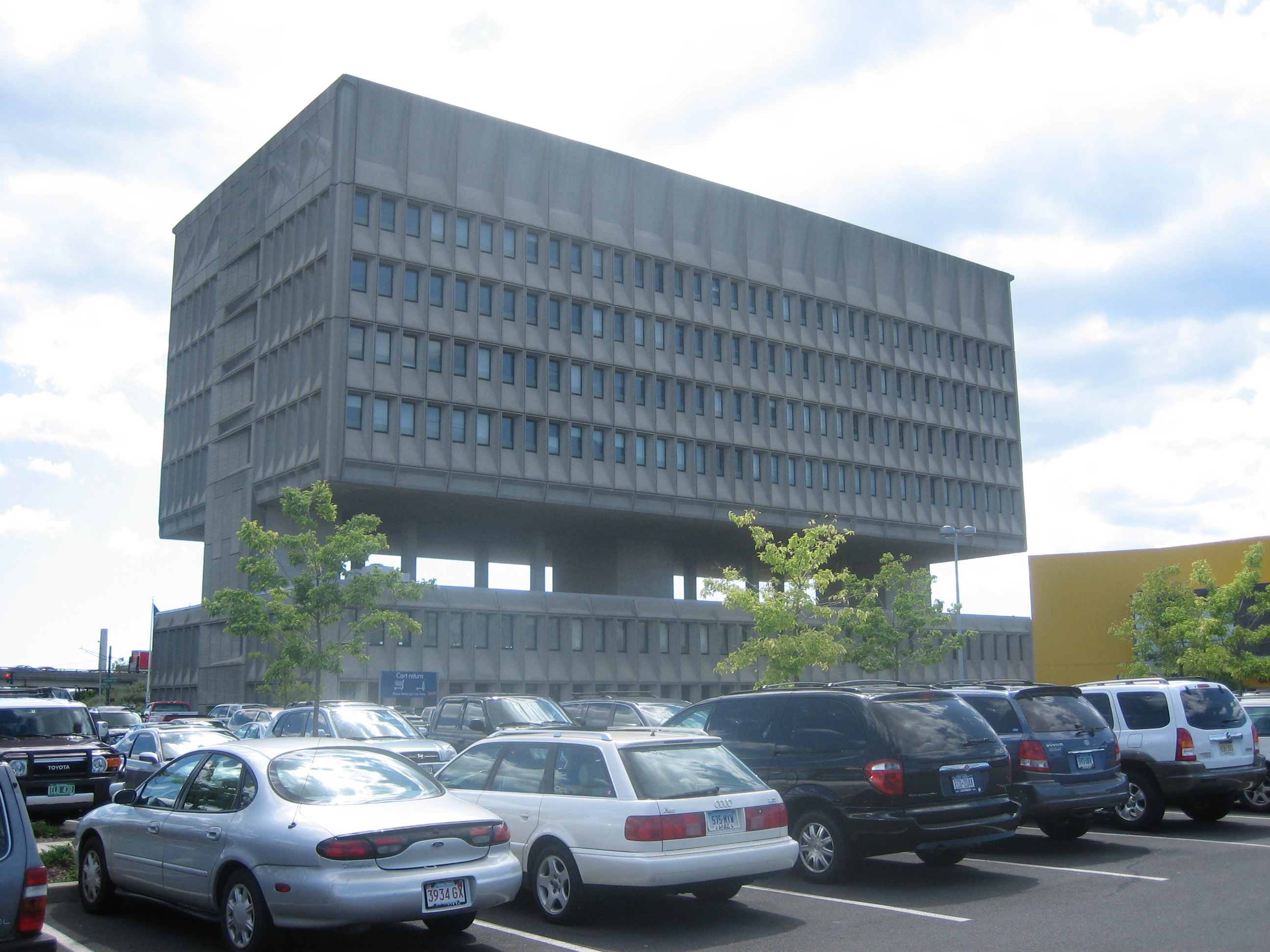
Le Pirelli Tire Building, construit en 1970, exemple d'architecture brutaliste.

## Démographie
| 1756  | 1774  | 1790  | 1800  | 1810  | 1820  |
| ----- | ----- | ----- | ----- | ----- | ----- |
| 5 085 | 8 295 | 4 487 | 4 049 | 5 772 | 7 147 |

| 1830   | 1840   | 1850   | 1860   | 1870   | 1880   |
| ------ | ------ | ------ | ------ | ------ | ------ |
| 10 180 | 12 960 | 20 345 | 39 267 | 50 840 | 62 882 |

| 1890   | 1900    | 1910    | 1920    | 1930    | 1940    |
| ------ | ------- | ------- | ------- | ------- | ------- |
| 86 045 | 108 027 | 133 605 | 162 537 | 162 665 | 160 605 |

| 1950    | 1960    | 1970    | 1980    | 1990    | 2000    |
| ------- | ------- | ------- | ------- | ------- | ------- |
| 164 443 | 152 048 | 137 707 | 126 021 | 130 474 | 123 626 |

| 2010    | 2020    | - | - | - | - |
| ------- | ------- | - | - | - | - |
| 129 779 | 134 023 | - | - | - | - |

### Jumelages
- Afoula (Israël)
- Amalfi (Italie)
- Avignon (France)
- Freetown (Sierra Leone)
- Hué (Viêt Nam)
- León (Nicaragua)